# ماري برودريك
ماري (ماي) برودريك (بالإنجليزية: Mary Brodrick)‏ زميلة في الجمعية الجغرافية الملكية (5 أبريل 1858 - 13 يوليو 1933) عالمة آثار بريطانية وعالمة مصريات كانت واحدة من أوائل النساء المُنقِبات في مصر. استمرت في دراستها رغم المعارضة الأولية لمعلميها وزملائها في الدراسة وتفوّقت في مجالها. وصفتها صحيفة الديلي ميل عام 1906 بأنها «ربما أعظم عالمة مصريات لليوم».

## حياتها المبكرة
ولدت برودريك في 18 نافرينو تاريس،  دالستون، ميدلسكس (لندن الآن)، عام 1858، وهي الابنة الكبرى لتوماس وماري برودريك. كان توماس برودريك محامياً ويظهر الإحصاء السكاني لعام 1861 أن الأسرة كانت تعيش في أراضي ليبرتي أوف ذا كلوز (Liberty of the Close) وهي أراضي كاتدرائية سالزبوري، ويلتشاير. كان لدى ماري أُختان هما إديث وإيثيل. وأخ يدعى توماس، ولد عام 1862، وتوفي في جنوب إفريقيا في عام 1888.
كانت برودريك أول امرأة تدرس علم المصريات في عهد غاستون ماسبيرو في جامعة السوربون، وعلم الآثار العبرية والسامية لدى إرنست رينان في جامعة كوليج دو فرانس. لم تًشجع في البداية. اعترض ماسبيرو، قائلًا «لكننا لا نقبل الفتيات الصغيرات هنا»، وتعهد رينان «لم أدرس أي امرأة في حياتي، ولن أفعل ذلك أبدًا».  عندما أصرّت برودريك على الالتحاق، أولى ماسبيرو الأمر لمجلس السوربون الذي لم يجد أي شيء في القوانين يمنع المرأة من الالتحاق بالجامعة. وقالت برودريك أن ماسبيرو حذرها من أنها «على الأغلب ستقضي وقتًا سيئًا للغاية» وبالفعل، عندما حضرت لأول مرة، كان الطلاب قاسيين ووقحين وتافهين معها. في إحدى المرات سكبوا الحبر أسفل ظهرها. ولكن بكل بساطة ضحكت برودريك على حيلهم وأصبحت في النهاية صديقة رائعة لهم.

## السيرة الذاتية
في إنجلترا، دخلت برودريك إلى كوليدج هول، لندن عام 1888 ودرست في كلية لندن الجامعية لدى ستيوارت بول (المؤسس المشارك مع أميليا إدواردز في جمعية استكشاف مصر) وبيتر لو بيج رينوف. لم تدخل برودريك كلية لندن الجامعية للحصول على الشهادة بسبب دراساتها السابقة. كانت عضواً في لجنة فقه اللغة والآثار الأدبية في المعرض الكولومبي العالمي في شيكاغو عام 1893 وعملت في أمريكا لصالح صندوق الاستكشاف المصري. حصلت على درجة الدكتوراه في الفلسفة في عام 1893 من كلية الأخوات بيثاني، جامعة كانساس، وهي المؤسسة نفسها التي منحت درجة الدكتوراه لأميليا إدواردز.حاضرت في المتحف البريطاني ودرست علم المصريات لدى فلندرز بيتري في 1893-1994 و 1894-1895. حصلت على زمالة فايفر للكوليدج هول من 1894 إلى 1896. وفي عام 1896، انتخبت كعضو دائم في المكتبة الوطنية الفرنسية في باريس، وعضو دائم في كوليدج هول، لندن.
قضت برودريك معظم وقتها خارج إنجلترا، منذ منتصف تسعينيات القرن التاسع عشر. سافرت إلى إيطاليا واليونان ومصر. عملت لدى ماسبيرو في مصر من عام 1897 إلى عام 1908 وكانت واحدة من أوائل النساء المنقِبات في مصر. كما حلقت شعرها في مصر للحفاظ على نظافتها. أصبحت برودريك جزءًا من المؤسسة البريطانية في مصر وتعرفت على اللورد كرومر وكيتشنر. أخذت صورة موقّعة من الملكة فيكتوريا إلى شيخ بدوي كان يساعد البريطانيين. في 1913-1914، وفي الخرطوم «أخذت التحية» خلال حفل جوردون التذكاري.
مُنحت برودريك عام 1913 رتبة سيدة النعمة وهو الوسام الأكثر وقارًا لمستشفى القديس يوحنا في القدس. انتخبت كعضو (وزميلة لاحق) في الجمعية الجغرافية الملكية في عام 1916. ومُنحت كلية لندن الجامعية جائزة ماري برودريك.

## كتاباتها
حررت برودريك طبعة جديدة من كتاب هاينريش بروجش- مصر في عهد الفراعنة في عام 1891، وفي عام 1892 ترجمت وحررت كتاب أوجست مارييت Aperçu de l'histoire ancienne d'Egypte، الذي نشرته دار سكريبنر في نيويورك عام 1892 تحت عنوان الخطوط العريضة للتاريخ المصري القديم (Outlines of Ancient Egyptian History)
حررت الطبعات التاسعة والعاشرة من كتيبات سفر موراي لمصر (1896 و 1900) وحررت أيضًا مجلد موراي في سوريا وفلسطين.
نُشرت بعد وفاتها عام 1937 مجموعة مختارة من أبحاثها ومحاضراتها عن مصر، التي حرّرها إيفرسلي روبنسون.

## وفاتها
توفيت برودريك في 13 يوليو 1933 في هايندهيد، سري. كانت جنازتها في كنيسة القديس ألبان في تلك المدينة. حسب ما هو معروف، لم تتزوج برودريك ولم يكن لها أي أحفاد. سنواتها في مصر سببت لها ضررًا فادحُا ولم تكن بصحة جيدة في سنواتها الأخيرة. في عام وفاتها، أعطت خطابين إلى كوليدج هول، بعنوان «الماضي والمستقبل» (Retrospect and Prospect) و «الوداع والحائل» (Farewell an All Hail).
ترك برودريك تركة صافية بقيمة 46168 جنيهًا إسترلينيًا. أعطت 500 جنيه استرليني لصديقتها ثيرا ألين، مديرة كوليدج هول، ونفس المبلغ إلى لوسي دوبسون، أمينة صندوق كوليدج هول القاعة. تركت 500 جنيه إسترليني لكل من كورنيليا كراكنيل وفلورنس كولينز من مدرسة البستنة، كلافام، ورثينج. بعد وفاة شقيقها سيسيل، تركت صورتها التي التقطها ن. فولشر (N. Fulcher) لكوليدج هول.
بعد بعض التركات البسيطة من المنقولات والممتلكات، تركت ثلثي ممتلكاتها بالأمانة لأخوها وثلث للسيدة إيفرسلي تشانينج روبنسون وبعدها لكوليدج هول. وفرت هذه التركات البسيطة غير الجديرة بالاهتمام، الأموال اللازمة لإكمال التمديد المخطط له منذ فترة طويلة لمبنى كوليج هول عام 1934 والذي أطلق عليه اسم جناح ماري برودريك على شرفها. [16] أرسلت مجموعتها الشخصية من الآثار إلى متحف بيتري وكتبها الأكاديمية إلى مكتبة إدواردز.

## منشوراتها المختارة
- بروجش باي، هاينريش. مصر في عهد الفراعنة: تاريخ مستمد بالكامل من الآثار. جون موراي، 1891. (محررة)
- مارييت، أوجست. الخطوط العريضة للتاريخ المصري القديم. سكريبنر، نيويورك، 1892. (مترجمة ومحررة)
- «قبر بيبو عنخ (خوا) بالقرب من شارونا». PSBA, 21 (1899) الصفحات 26-33. (مع آنا أندرسون مورتون)
- حياة واعترافات أسينات، ابنة بينتيفرس في هليوبوليس، تروي كيف أخذها يوسف الجميل زوجة له. ويلبي، لندن، 1900. (مع بيتر لو بيج رينوف)
- كتيب للمسافرين في مصر العليا والشرقية، بما في ذلك وصف لمسار النيل عبر مصر والنوبة، والإسكندرية، والقاهرة، والأهرامات، وطيبة، والسلالات الأول والثانية إلى الخرطوم، وقناة السويس، وشبه جزيرة جبل سيناء، الواحات، والفيوم وغيرها. الطبعة التاسعة. جون موراي، لندن، 1896. (محررة) (أيضًا الطبعة العاشرة، 1900)
- قاموس موجز للآثار المصرية: دليل للطلاب والمسافرين. ميثون، لندن، 1902. (مع آنا أندرسون مورتون)
- دليل للمسافرين في سوريا وفلسطين، يتضمن نبذة مختصرة عن الجغرافيا والتاريخ والانقسامات الدينية والسياسية في هذه البلدان، بالإضافة إلى وصف تفصيلي للقدس ودمشق وتدمر وبعلبك ومدن موآب وجيليد وباشان المدمرة المثيرة للاهتمام. طبعة منقّحة. إدوارد ستانفورد، لندن، 1903. (محررة)
- محاكمة وصلب يسوع المسيح الناصري. جون موراي، لندن، 1908.
- مصر: أبحاث ومحاضرات للملكة الراحلة ماري برودريك. دي لا مور برس، لندن، 1937. (تم اختياره وتحريره من قبل إيفرسلي روبنسون)